# John Daly (Filmproduzent)
John Daly (* 16. Juli 1937 in London; † 31. Oktober 2008 in Los Angeles) war ein britischer Filmproduzent. 

## Karriere
Daly gründete 1967 zusammen mit dem Schauspieler David Hemmings die Produktionsgesellschaft Hemdale. Zunächst produzierte er Bands wie Yes und Black Sabbath sowie die Musicals Oliver! und Grease. Daly war Mitpromoter des Boxkampfes zwischen Muhammad Ali und George Foreman 1974. Ab Ende der 1970er Jahre war Daly als Filmproduzent tätig. Insgesamt wurden die durch seine Gesellschaft produzierten Filme für 21 Oscars nominiert und konnten davon 13 gewinnen. 1986 und 1987 gewannen mit Platoon und Der letzte Kaiser zwei seiner Produktionen nacheinander den Oscar für den besten Film.

## Filmografie (Auswahl)
- 1979: Paß des Todes (The Passage)
- 1981: Eine schöne Bescherung (Carbon Copy)
- 1983: Dotterbart
- 1984: Terminator
- 1985: Der Falke und der Schneemann (The Falcon and the Snowman)
- 1986: Auf kurze Distanz (At Close Range)
- 1986: Platoon
- 1986: Freiwurf (Hoosiers)
- 1987: Der letzte Kaiser (The Last Emperor)
- 1988: Die jungen Krieger (War Party)
- 1989: Vampire’s Kiss
- 1990: Mit den besten Absichten (Don't Tell Her It's Me)
- 1991: Eine unhimmlische Mission (Bright Angel)
- 2004: Von Hitlers Schergen gehetzt (The Aryan Couple)